# Ole Jørgen Jensen
Ole Jørgen Jensen (* 4. April 1988) ist ein ehemaliger norwegischer Radrennfahrer.
Ole Jørgen Jensen wurde 2008 in Stokke norwegischer Meister im Straßenrennen der U23-Klasse. Beim Trønderfestivalen gewann er die erste Etappe und belegte in der Gesamtwertung den zweiten Platz. Bei der Straßen-Radweltmeisterschaft in Varese startete er im Einzelzeitfahren der U23-Klasse, welches er jedoch nicht beendete.

## Erfolge
2008
- Norwegischer Meister – Straßenrennen (U23)

## Teams
- 2009 Team Trek Adecco (ab 01.07.)
- 2010 Plussbank Cervélo